# النظريات السياسية الإسلامية (كتاب)
كتاب للدكتور محمد ضياء الدين الريس صدر في 1955م، وقد أحدث ضجة في مصر بسبب رفضه لكتاب الإسلام واصول الحكم لعلي عبد الرازق والدعوة إلى مدنية الدولة، والذي ادى إلى معارك سياسية ودينية كبيرة، وقامت هيئة كبار العلماء في الأزهر بمحاكمة علي عبد الرازق وأخرجته من زمرة العلماء وفصلته من العمل كقاضي شرعي، وتلقى الكتاب الكثير من النقد ودافع عنه بعض المفكرين، ويقول البعض - استنادًا على شهادة أبنائه - أن المؤلف رجع عما جاء في كتابه في آخر أيام حياته.

## محاكمة علي عبد الرازق
قامت هيئة كبار العلماء في الأزهر بمحاكمة الشيخ علي عبد الرازق، ويرى البعض أن الملك هو من طلب من الأزهر محاكمة علي عبد الرازق ومصادرة الكتاب لكي يضمن استمرار خطته في عودة الخلافة بعد انتهائها في تركيا ، ووجهت الهيئة سبع تهم تتهم الكتاب بالضلال، حيث قالت أن الكتاب تسبب في:
1. جعل الدين لا يمنع من أن جهاد النبي كان في سبيل الملك لا في سبيل الدين ولا لإبلاغ الدعوة للعالمين.
2. اعتبار نظام الحكم في عهد النبي موضوع غموض أو إبهام أو اضطراب أو نقص وموجبًا للحيرة.
3. اعتبار مهمة النبي كانت بلاغًا للشريعة مجردة عن الحكم والتنفيذ.
4. إنكار إجماع الصحابة على وجوب نصب الإمام وأنه لابد للأمة ممن يقوم بأمورها في الدين والدنيا.
5. إنكار أن القضاء وظيفة شرعية.
6. اعتبار حكومة أبي بكر والخلفاء الراشدين من بعده كانت لادينية.

## طبعات الكتاب
تم طبع الكتاب خمس مرات بعد أن طبعه الناشر طبعتين في 1925:
1. طبعة دار مكتبة الحياة في بيروت عام 1966 مع نقد وتعليق للدكتور ممدوح حقي.
2. نشرت مجلة الطليعة في مصر نص الكتاب كاملاً في عدد نوفمبر 1971.
3. طبعة الهيئة المصرية العامة للكتاب في عام 1993 بتقديم الدكتور جابر عصفور في سلسلة المواجهة.
4. طبعة المؤسسة العربية للدراسات والنشر في عام 2000 بتقديم وتعقيب طويل للدكتور محمد عمارة.
5. طبعة مكتبة الأسرة في عام 2007 مع كتاب أصول الحكم في الإسلام لعبد الرازق السنهوري.
6. طبعة دار الهلال (بدون تاريخ).